# Rhopalencyrtoidea austrina
Rhopalencyrtoidea austrina är en stekelart som beskrevs av Girault 1929. Rhopalencyrtoidea austrina ingår i släktet Rhopalencyrtoidea och familjen sköldlussteklar. Inga underarter finns listade i Catalogue of Life.